# Carola (pomme)
Pour les articles homonymes, voir Carola.
Carola est un cultivar de pommier domestique.

## Pollinisation
Par: Alkmene, Cox's Orange Pippin, Golden Delicious, Golden Winter Pearmain, James Grieve, Dr. Oldenburg, Ontario, Transparente blanche, Tumanga.